# سیارک ۷۵۱۹
سیارک ۷۵۱۹ (به انگلیسی: 7519 Paulcook، نامگذاری:1989UN3) هفت هزار و پانصد و نوزدهمین سیارک کشف شده‌است که در ۳۱ اکتبر ۱۹۸۹ کشف شد.
قدر مطلق سیارک برابر ۱۳٫۱۰ است.